# Edward Ferry
Edward Payson Ferry (Seattle, 18 juni 1941 – 18 september 2023) was een Amerikaans roeier. Ferry nam eenmaal deel aan de Olympische Zomerspelen 1964 en won toen aan de zijde van Conn Findlay & Henry Kent Mitchell als stuurman de gouden medaille in de twee-met-stuurman.
Ferry overleed op 18 september 2023 op 82-jarige leeftijd.

## Resultaten
- Olympische Zomerspelen 1964 in Tokio  in de twee-met-stuurman

1900: François Brandt & Roelof Klein ·
1920: Ercole Olgeni & Giovanni Scatturin & Guido de Filip ·
1924: Édouard Candeveau & Alfred Felber & Émile Lachapelle ·
1928: Hans Schöchlin & Karl Schöchlin & Hans Bourquin ·
1932: Joseph Schauers & Charles Kieffer & Edward Jennings ·
1936: Gerhard Gustmann & Herbert Adamski & Dieter Arend ·
1948: Finn Pedersen & Tage Henriksen & Carl Ebbe Andersen ·
1952: Raymond Salles & Gaston Mercier & Bernard Malivoire ·
1956: Arthur Ayrault & Conn Findlay & Armin Kurt Seiffert ·
1960: Bernhard Knubel & Heinz Renneberg & Klaus Zerta ·
1964: Edward Ferry & Conn Findlay & Henry Kent Mitchell ·
1968: Primo Baran & Renzo Sambo & Bruno Cipolla ·
1972: Wolfgang Gunkel & Jörg Lucke & Klaus-Dieter Neubert ·
1976: Harald Jährling & Friedrich-Wilhelm Ulrich & Georg Spohr ·
1980: Harald Jährling & Friedrich-Wilhelm Ulrich & Georg Spohr ·
1984: Carmine Abbagnale & Giuseppe Abbagnale & Giuseppe Di Capua ·
1988: Carmine Abbagnale & Giuseppe Abbagnale & Giuseppe Di Capua ·
1992: Jonathan Searle & Gregory Searle & Garry Herbert